# Pulaosaurus
Pulaosaurus (що означає «ящірка Пулао») — вимерлий рід неорнітишських динозаврів із середньоюрського (келовейсько-окфордський період) формації Тяоцзішань провінції Хебей, Китай. Рід містить один вид, Pulaosaurus qinglong, відомий завдяки майже повному членистому скелету, включаючи череп та відбитки м'яких тканин. Це один з небагатьох динозаврів, що не належать до пташиних, у якого збереглася гортань, що свідчить про те, що він, можливо, видавав пташині вокалізації. Пулаозавр — перший неорнітишійський представник біоти Яньляо, названий по ньому, хоча представники цієї клади були відомі з інших палеонтологічних пластів того ж віку набагато довше.

## Класифікація
Ян, Кінг та Сюй (2025) провели два філогенетичні аналізи для визначення взаємозв'язків пулаозаврів. У першому використовувалася філогенетична матриця Хана та ін. (2018), зосереджена на взаємозв'язках базальних неорнітишій. У другому дослідженні використовувалася матриця Фонсеки та ін. (2024), яка перевіряє взаємозв'язки орнітишійських видів в цілому. Цей аналіз визначив Pulaosaurus як найбазальніший неорнітишський вид, за ним іде Agilisaurus. Кладограма, адаптована з останнього аналізу, показана нижче:

|  | Minimocursor                                                 |
|  |                                                              |
|  | \| \| Pulaosaurus \| \| \| \| \| \| Sanxiasaurus \| \| \| \| |
|  |                                                              |
|  | Pulaosaurus                                                  |
|  |                                                              |
|  | Sanxiasaurus                                                 |
|  |                                                              |

|  | Pulaosaurus  |
|  |              |
|  | Sanxiasaurus |
|  |              |

|  | Minimocursor                                                 |
|  |                                                              |
|  | \| \| Pulaosaurus \| \| \| \| \| \| Sanxiasaurus \| \| \| \| |
|  |                                                              |
|  | Pulaosaurus                                                  |
|  |                                                              |
|  | Sanxiasaurus                                                 |
|  |                                                              |

|  | Pulaosaurus  |
|  |              |
|  | Sanxiasaurus |
|  |              |